# Rudawal

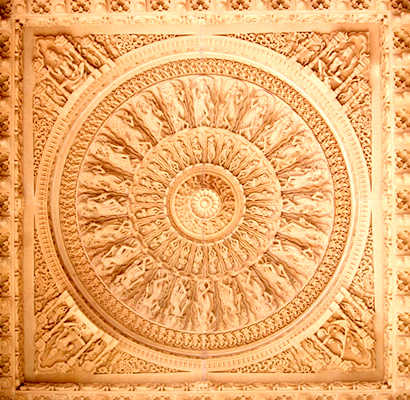
Rudawal – Steinmetzarbeit (Deckenpaneel)

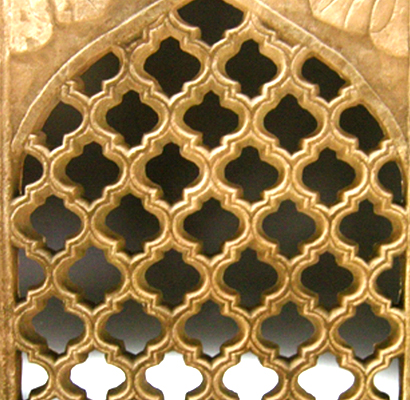
Rudawal – Steinmetzarbeit (Jali-Gitter)

Rudawal (Hindi रुदावल) ist ein etwa 5.000 Einwohner zählender Ort im Distrikt Bharatpur im Osten des indischen Bundesstaats Rajasthan. Der Ort ist bekannt für seine künstlerischen Steinmetzarbeiten.

## Lage und Klima
Der Ort liegt ca. 225 km südlich von Delhi in einer Höhe von ca. 180 m; er befindet sich an der viel befahrenen Verbindungsstraße Agra (69 km) – Fatehpur Sikri (33 km) – Jaipur (182 km). Das Klima ist zumeist trocken und warm; Regen (ca. 740 mm/Jahr) fällt nahezu ausschließlich während der sommerlichen Monsunzeit.

## Bevölkerungsentwicklung
| Jahr      | 1991 | 2001  | 2011  |
| Einwohner | ??   | 7.099 | 5.471 |

Ca. 90 % der Einwohner sind Hindus; knapp 10 % sind Moslems. Der männliche Bevölkerungsanteil übersteigt den weiblichen um ca. 18 %. Man spricht zumeist Rajasthani und Hindi.

## Wirtschaft
Die Dorfbewohner leben – weitgehend als Selbstversorger – fast ausschließlich von der Landwirtschaft. Im Ort selbst gibt es Kleinhändler, Handwerker und Tagelöhner, die vorwiegend von den hier ansässigen Steinmetzbetrieben leben.

## Sehenswürdigkeiten
- Der äußerlich eher unscheinbare Hanuman-Tempel ist einer der bedeutendsten in ganz Indien. Das eigentliche Götterbildnis ist – wie bei Hanuman-Bildnissen üblich – ganz mit rotoranger Farbe bedeckt.
- Im Ort reihen sich zahlreiche Steinmetzbetriebe aneinander.